# 大卫·休谟
大衛·休谟（英語：David Hume，1711年5月7日—1776年8月25日），蘇格蘭爱丁堡人，英国哲學家、伦理学家、經濟學家、歷史學家与散文家，他是蘇格蘭啟蒙運動与晚期经验论哲学的代表人物，其代表作为《人性论》。雖然現代對於休謨的著作研究聚焦於其哲學思想上，他最先是以歷史學家的身分成名。他所著的《大不列顛史》一書在當時成為英格蘭歷史學界的基礎著作長達60至70年。
歷史學家們一般將休謨的哲學歸類為徹底的懷疑主義，但一些人主張倫理自然主義也是休謨的中心思想之一。研究休謨的學者經常分為那些強調懷疑成分的（例如邏輯實證主義）、以及那些強調自然主義成分的人。
休謨的哲學吸收了英格蘭知識分子如艾薩克·牛頓、法蘭西斯·哈奇森、亞當·斯密等人的理論,拒絕接受先天觀念的存在，认为人類所有知識都完全來自經驗，这使他与弗朗西斯·培根、托马斯·霍布斯、约翰·洛克和乔治·贝克莱一起成为经验主义者。

## 生平

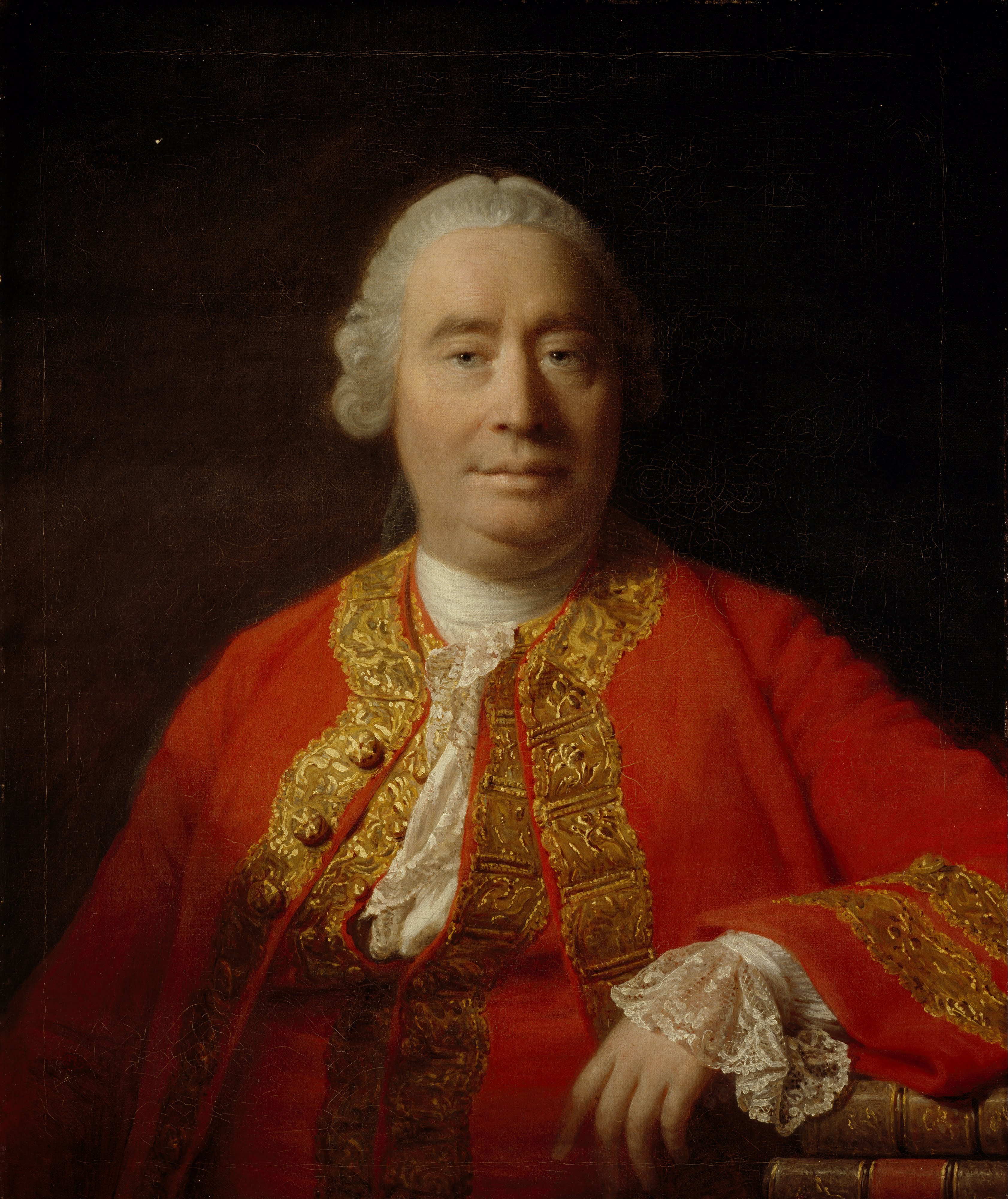
艾倫·拉姆齊繪製的大衛·休謨像，1766

### 早年
大衛·霍姆（David Home）（後來改名為休謨 (Hume)）在1711年4月26日（儒略曆）生於蘇格蘭愛丁堡的一座公寓裡，父親是在寧威爾區（Ninewells）擔任律師的約瑟夫·休姆、母親是法爾科內夫人。休謨在長大後偶而也會回到寧威爾區的老家居住，他在1734年將名字從休姆改為休謨，因為英國人很難以蘇格蘭的方言正確念出休姆這個名字。休謨在年僅12歲時就被家裡送到愛丁堡大學就讀（當時正常的入學年齡是14歲）。最初休謨打算從事法律職業，但不久後他發現自己有了「一種對於學習哲學和知識以外所有事物的極度厭煩感，當我的家人想像我正在閱讀屋埃特和維尼阿斯（兩位當時著名的法學家）時，我實際上卻是在閱讀西塞羅和維吉爾的著作。」休謨對於大學裡的教授都不抱好感，他曾在1735年告訴一名朋友說：「你根本不能從教授身上學到任何東西，那些東西在書裡都有了。」
在十八歲時休謨的哲學研究獲得了重大突破，使他得以讓自己徹底面對這個「全新的思考領域」，也使他下定決心「拋棄其他所有快樂和事業，完全奉獻在這個領域上。」休謨並沒有說明這個重大突破為何，但一般推測很可能是他在因果關係上的理論—亦即我們對於世上因果關係的認知是取決於我們的情緒、習俗、和習慣，而不是取決於理性、也不是取決於抽象、永恆的自然定律。在那個時代，一個貧窮的蘇格蘭人能選擇的生涯途徑相當少，休謨面對的是成為家庭教師或是成為商人的職員這兩個選項，他最後選擇了後者。

### 《人性論》
1734年，在於布里斯托經商數個月之後，休謨前往了法國安茹拉弗莱什旅遊，在那裡休謨經常與來自Prytanée軍事學校的耶穌會學生進行哲學討論，勒奈·笛卡爾也是這所學校的畢業生。在那裡定居的四年中休謨替自己訂下了生涯計畫，決心要「過著極其簡樸的生活以應付我那有限的財產，以此確保我的獨立自主性，並且不用考慮任何除了增進我的文學天分以外的事物。」在法國定居時休謨也完成了《人性論》（A Treatise of Human Nature）一書，當時他年僅26歲。雖然現代的學者們大多將《人性論》一書視為是休謨最重要的一本著作、也是哲學歷史上最重要的著作之一，但此書剛出版時並沒有獲得多少重視。休謨在記載到當時自己缺乏大眾重視時這樣寫道：「媒體對這本書的反應是一片死寂，甚至連對那些狂熱的讀者群都沒有半點交代。不過我本來就養成樂觀而開朗的個性，很快就從這樣的挫折裡站了起來，並繼續在鄉下努力的進行研究。」他繼續寫下了《人性論摘要》一書，但沒有寫出自己的名字，他試著縮短並精簡他之前的冗長著作以吸引更多讀者，但即使經過這樣的努力，他依然沒有成功使《人性論》一書重獲重視。撰寫《人性論》的艱辛過程使得年輕的休謨近乎精神錯亂，為了回復正常的思考能力，休謨決定暫時返回平凡生活。

### 《大不列顛史》
在1744年出版《道德和政治論文集》一書後，休謨申請擔任愛丁堡大學倫理學和精神哲學教授但遭到拒絕。在1745年詹姆斯黨叛變的時期中，休謨成為當時被官方形容為「瘋子」的安那代爾侯爵（1720-1792）的家庭教師，這份工作只維持了一年左右便結束。不過，也是在這段時間，休謨開始撰寫他的歷史鉅作《大不列顛史》（或“英格兰史”）一書，這本書的寫作持續了15年，寫成時已超過了一百萬字，最後從1754至1762年間分成六冊發行。在這段期間休謨參加了由詹姆斯·伯尼特（James Burnett）創辦的教規門講會（Canongate Theatre），藉此也認識了其他許多當時在愛丁堡的蘇格蘭啟蒙運動哲學家。從1748年開始他擔任了聖克萊爾將軍的秘書長達三年，同時一邊撰寫他的《人類理解論》一書（An Enquiry concerning Human Understanding），然而和前幾本書一樣，這本書在當時出版時也沒有獲得重視。
這時休謨遭到教會指控為異端，休謨的一名年輕朋友以教士身分挺身替他辯護，主張休謨身為無神論者是屬於教會管轄的範圍之外。儘管後來休謨被判無罪，格拉斯哥大學仍然拒絕了休謨擔任哲學教授的申請，這可能也是因為另一名正大力批評休謨形而上學的哲學家托马斯·里德刻意阻撓所造成的。依據休謨的自傳，要直到他在1752年回到愛丁堡後「律師公會才讓我成為他們的圖書館館長，擔任這個職位只能獲得很少的薪水，但卻讓我有機會接觸一個這樣龐大的圖書館。」律師公會大律師圖書館的豐富資源使休謨得以繼續他在《大不列顛史》上的研究。
休謨最終以一個評論家和歷史學家的身分聞名，他龐大的《大不列顛史》一書敘述了從撒克遜王國到光榮革命的歷史，這本書一出版便成為暢銷書。在這本書裡休謨將政治體制下的人民形塑為一種文化習俗的產物，這些人傳統上傾向於服從既有的政府，只有在面對無法確定的情況時才會尋求改變。從這個觀點來看，只有宗教的差異才能使人偏離他們的日常生活、開始關注政治的事務。

### 宗教觀
1741年休謨在論文《論迷信與熱情》（Of Superstition and Enthusiasm）中就立下了幾乎所有他之後有關宗教信仰的著作根基，針對傳統的啟示神學和自然神學進行了系統性批判，認為理性無法證明神的存在，傳統的宗教教條往往建立在非理性的信仰之上，人類對世界的經驗有限，無法透過經驗推論出具有無限、完美或善良品質的造物主，也不接受傳統意義上的有神論，對任何超自然實體的存在都保持懷疑態度，傾向於將宗教信仰視為人類心理或社會需求的產物。
在休謨那個年代，想批評宗教信仰的人仍然必須抱持謹慎的態度，舉例而言僅在休謨出生的15年前，一名18歲的大學生Thomas Aikenhead只因為評論基督教是「胡說八道」便被教會起訴，最後還被定罪以褻瀆罪名處以絞刑。因此休謨也是只以轉彎抹角的方式表達他的理論，大多是以虛構的角色在對話錄中呈現。休謨一直沒有承認自己是《人性論》一書的作者，直到1776年他去世的那年為止。他的論文《論自殺》和《論靈魂不朽》、以及他的《自然宗教對話錄》（Dialogues concerning Natural Religion）一書都是在他死後才出版（分別在1778和1779年出版），這些著作也都沒有註明休謨或是出版商的名字。休謨為了掩藏自己作者身分而做出的這些安排也使得今天學者們對於休謨究竟是自然神論者或是無神論者仍有極大的爭議。不管如何，在當時有關休謨是無神論者的传言的確使得休謨求職時四處碰壁和受阻。
休謨曾向朋友提及一次他在偶然間被「轉化」為基督徒的過程：當他前往監督自己新居建築工地的途中跨過愛丁堡市中心一片剛乾枯的湖泊時，他不小心滑入了泥沼中，由於身型肥胖而爬不出來被困在了那裡。這時一些賣魚婦人剛好路過，看到了休謨的窘境，但她們很快便認出他是那位知名的無神論者，於是拒絕救援他，直到休謨答應要成為一名基督徒、並且被迫在泥沼中朗讀主禱文和信經之後，這些壯碩的賣魚婦才將他拉起。休謨事後向朋友開玩笑道這些賣魚婦是「他所遇過最聰明的神學家了」。

### 晚年

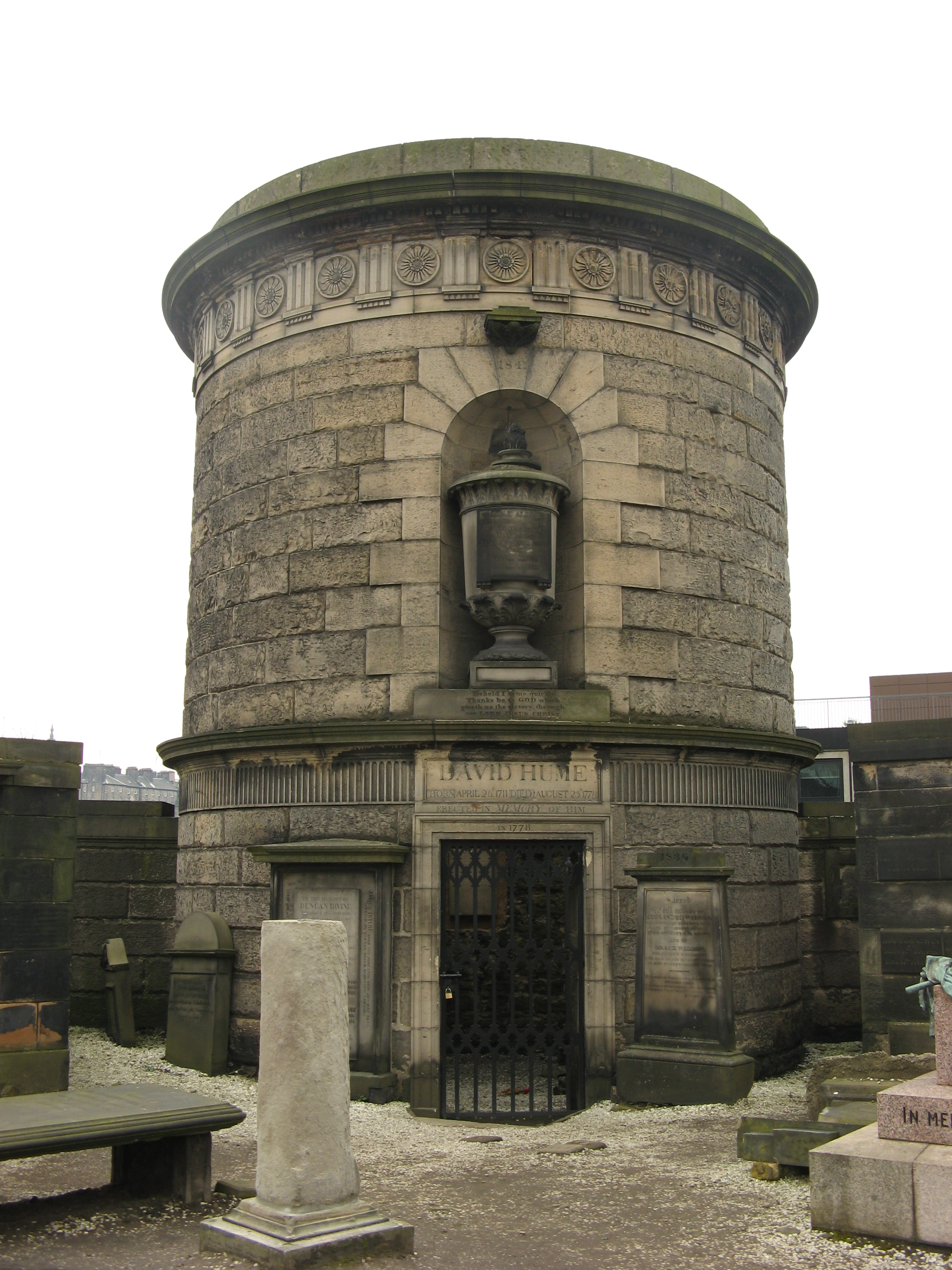
休謨之墓

從1763年至1765年間休謨擔任巴黎的哈特福伯爵的秘書，在那裡他受到了伏爾泰的欽佩並且被捧為巴黎社交圈的名人。同時他也認識了讓-雅克·盧梭，兩人曾成為要好的朋友但最後因理念不合而分散。休謨這樣描寫他的巴黎生活道：「我真的時常想回歸愛丁堡那平凡而粗糙的撲克牌俱樂部...以矯正並緩和這段時間以來那麼多的感官刺激。」在1768年休謨回到愛丁堡定居。到了1770年左右，隨著德國哲學家伊曼努爾·康德誇讚道是休謨讓他從「教條式的噩夢」中覺醒，休謨的哲學著作開始獲得大眾的注意，也是在那之後他才獲得了他一輩子都沒有獲得的聲譽。
詹姆士·包斯威爾在休謨去世的前一周拜訪了他，休謨向包斯威爾透露他坚定的将人在死後還會有來生的理論視為「最不合理的迷信」。休謨替自己寫的墓誌銘是：「生於1711，死於[......]—空白部分就讓後代子孫來填上吧。」休謨在1776年去世後被埋葬在他生前所安排的「簡單的羅馬式墓地」，地點位在愛丁堡卡爾頓山東側的舊卡爾頓公墓，俯瞰山坡下他位於城內的老家。

## 哲學思想

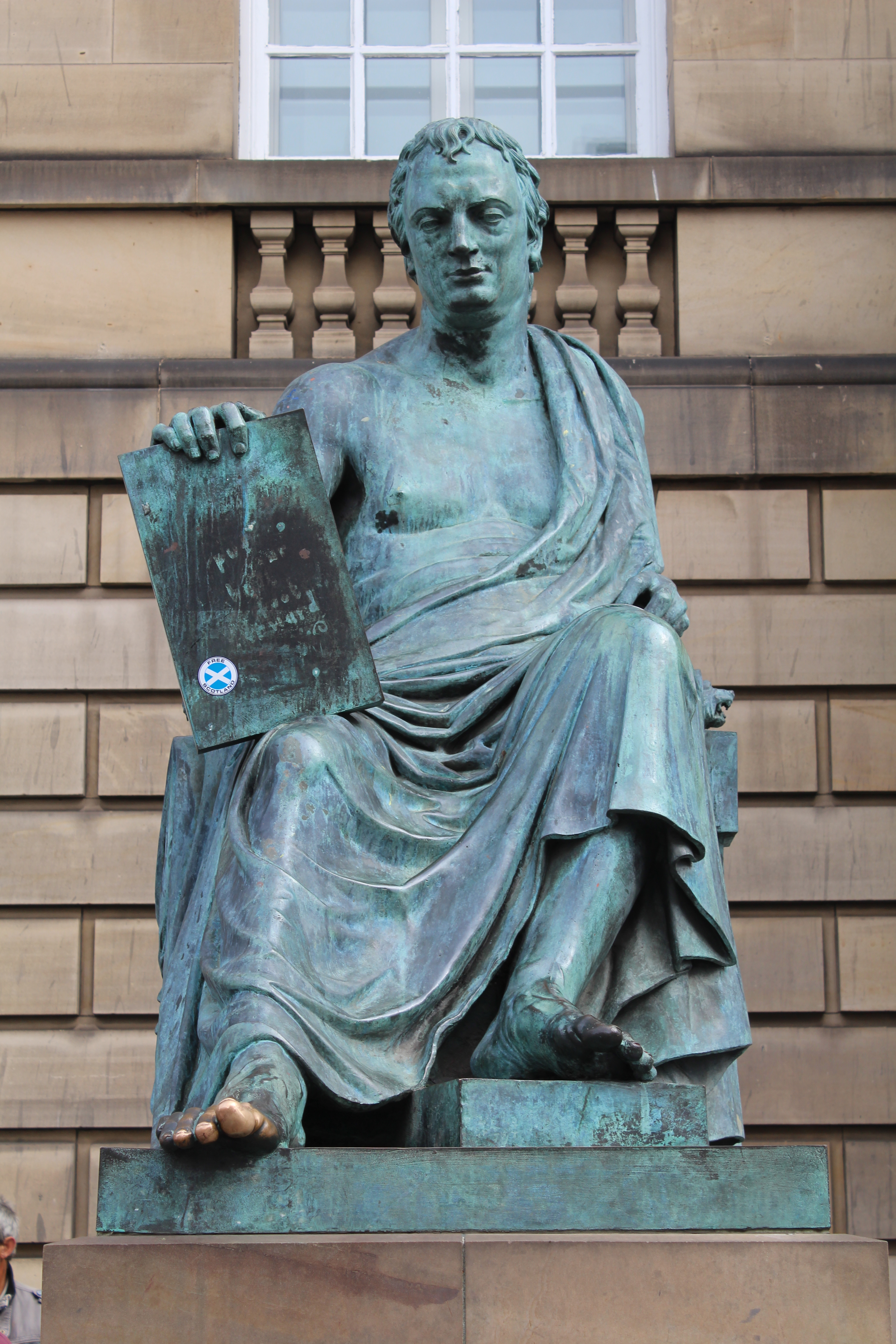
在愛丁堡皇家一英里的休謨塑像

雖然休謨屬於18世紀的哲學家，他的著作中討論到的題材大多與現代哲學界的主要爭論有密切關係，這與其他同時代的哲學家相較是相當罕見的。一些休謨最具影響力的哲學思想可以歸類為以下幾點：

### 因果問題
休謨主張大多數人都相信只要一件事物伴隨著另一件事物而來，兩件事物之間必然存在著一種關聯，使得後者伴隨前者出現（post hoc ergo propter hoc—它在那之後而來，故必然是從此而來）。休謨在《人性論》以及後來洛克的《人類理解論》一書中反駁了這個理論，他指出雖然我們能觀察到一件事物隨著另一件事物而來，我們卻並不能觀察到這兩件事物之間的關聯。而依據他懷疑論的知識論，我們只能夠相信那些依據我們觀察所得到的知識。休謨主張我們對於因果的概念只不過是我們期待一件事物伴隨另一件事物而來的想法罷了。「我們無從得知因果之間的關係，只能得知某些事物總是會連結在一起，而這些事物在過去的經驗裡又是從不曾分開過的。我們並不能看透連結這些事物背後的理性為何，我們只能觀察到這些事物的本身，並且發現這些事物總是透過一種經常的連結而被我們在想像中歸類。」（Hume, 1740: 93）也因此我們不能說一件事物造就了另一件事物，我們所知道的只是一件事物跟另一件事物可能有所關連。休謨在這裡提出了「恒常连结」（constant conjunction）這個詞，恒常連結代表當我們看到某件事物總是「造成」另一事物時，我們所看到的其實是一件事物總是與另一件事物「恒常连结」。因此，我們並沒有理由相信一件事物的確造成另一件事物，兩件事物在未來也不一定會一直「互相連結」（Popkin & Stroll, 1993: 268）。我們之所以相信因果關係並非因為因果關係是自然的本質，而是因為我們所養成的心理習慣和人性所造成的（Popkin & Stroll, 1993: 272）。
休謨提出的這個說法有力駁斥了因果關係理論，在休謨之後的一些哲學家如伯特蘭·羅素還完全拋棄了因果關係的概念，只將其視為一種迷信。但從這裡也產生了因果的問題—我們對於因果連結的認知是從何而來的？而我們又能認知到怎麼樣的連結？這個問題至今仍沒有一定答案。休謨主張人類（以及其他動物）都有一種信賴因果關係的本能，這種本能則是來自我們神經系統中所養成的習慣，長期下來我們便無法移除這種習慣，但我們並沒有任何論點、也不能以演繹或歸納來證明這種習慣是正確的，就好像我們對於世界以外的地方一無所知一樣。
值得注意的是雖然「恒常连结」的理論一般被認為是休謨所提出的，可能有其他哲學家早在休謨之前便已提出類似的概念。中世紀哲學家邁蒙尼德的著作中便舉出了幾名同樣不相信「因果關係」的伊斯蘭哲學家，他在Guide for the Perplexed一書裡這樣寫道：「簡而言之：我們不應該說『這個』是造成『那個』的原因。」從這些伊斯蘭哲學家的角度來看，造物主所創造出的任何東西都是獨立而不相連的，因此這些事物間並沒有一定的連結。

### 歸納問題
在《人類理解論》一書中，休謨主張所有人類的思考活動都可以分為兩種：追求「觀念的連結」（Relation of Ideas）與「實際的真相」（Matters of Fact）。前者牽涉到的是抽象的邏輯概念與數學，並且以直覺和邏輯演繹為主；後者則是以研究現實世界的情況為主。而為了避免被任何我們所不知道的實際真相或在我們過去經驗中不曾察覺的事實的影響，我們必須使用歸納思考。而休謨出版了《人性論》之後，成為了康德最喜歡的攻擊對象之一。
歸納思考的原則在於假設我們過去的行動可以做為未來行動的可靠指導（這有時又被稱為自然劃一原則—uniformity of nature），舉例而言，如果依據過去的經驗太陽總是從東邊升起而從西方落下，那麼歸納推理就會告訴我們太陽在未來可能還是會從東邊升起而從西方落下。但我們又要怎麼解釋我們有能力做出這樣的推論呢？休謨主張我們不可能將我們的思考能力解釋為理性的產物，因為理性只有可能是從兩種方式得來，而這兩者都不可能做為我們推理思考的根基：
1. 論證的或直覺的：這樣的思考在基本上是先驗的，我們不能以先驗的知識證明未來就會和過去一致，因為（在邏輯上）可以思考而出的明顯事實是世界早已不是一致的了。休謨在這裡並沒有清楚分出整體上的自然劃一原則與某個「特定的」劃一原則的差異。一個哲學家或許可以主張（或許就是康德那一派）在事實上我們的確很難想像世界竟不是以「某種」形式一致運作；然而休謨在這裡所提出的關鍵是，即使是自然運作中任何「特定的」劃一原則，也都有可能在未來停止運作。因此我們不能將歸納思考根基在先驗的知識基礎上。
2. 歸納的：我們也不可能訴諸於在過去使用歸納推理的成功經驗來證明歸納推理的可靠性，因為這將會構成循環論證。

休謨接著總結道我們的思考能力並沒有一個理性的基礎，因為沒有任何形式的理性可以證實這樣的能力。在這裡要注意的是休謨並不是在主張以下幾點：他並不是主張因為歸納法不屬於演繹法，所以那並不理性（休謨並不是所謂的「演繹主義者」）。如同休謨在一段名為「論懷疑主義與理性」的章節中所講到的，他主張的是如果理性沒有任何的依據就能夠構成我們的思想、如果思想是從頭到尾都是由理性所構成的，那麼我們根本不可能會相信任何東西，包括了直覺或演繹得出的任何真相在內。除此之外，休謨並不是主張歸納法並不可行、也並不是認為歸納法就無法達成可靠的結論，相反的，休謨主張的是這種歸納思考在事實上並不是由理性所構成的。休謨理論中的另一個重點在於：雖然休謨對於歸納法屬於理性思考的可能性抱持悲觀態度，他仍認為歸納推理帶有相當值得注意的、也是相當神奇的預見未來的能力。為了解決我們在了解歸納推理上面對的問題，休謨提出「自然」作為解決問題的答案。自然決定了要我們期待未來的事物中會有比較多與過去類似，而「這種思考方式讓我們得以透過相同的原因推斷出可能的結果，反之亦然。這種思考方式是所有人類生存於世所不可或缺的條件。但我們不能信賴我們的理性所做出的錯誤演繹，這種理性不但思考緩慢，而且打從我們出生下來在一生中都非常容易犯下錯誤」（《人類理解論》，5.2.22）。休謨的這個說法或許是在那個時代（前達爾文時代）對於人類歸納思考能力所做出最接近進化論的理論了，休謨在這裡也突顯了自己與所有無神論思想家的主要差異，完全呈現了他身為自然主義思想家的一面。

### 休谟的“自我”理論
休謨指出我們通常會假設現在的我們就和五年前的我們沒有兩樣，雖然我們在許多方面都有了改變，呈現在五年前的我們和現在的我們都是同一個人。我們也會思考時光究竟可以在不改變一個人自身的情況下，改變一個人內在到什麼程度。不過休謨否認那神秘的自我與一個人所帶有的各式各樣人格之間是有所區分的。當我們開始自省時我們會發現：「除非依靠一種特定的感覺，我們從來不可能有任何的意識；人只不過是由許多不同的感覺累積而成的一個集合，這些感覺永遠處在一種快到無法想像的流動速度中互相交替汰換。」
很明顯的是在我們思考的過程中我們的各種思想永遠都在改變，我們的想像力可以輕易的從一個想法轉換到另一個類似的想法，而想法本身的特質便足以形成一個連結和聯想。同樣的，我們的感覺也必然會不斷的改變，改變了的感覺也會類似於之前的感覺。想像力必然是經過長時間的習慣所培養下來的思考方式，隨著空間和時間的改變而不斷想出更新的想法。
值得注意的是，從休謨的角度來看，這些感覺並不屬於任何事物。相反的，休謨將人的靈魂比喻為一個共和國，這個共和國並非依靠著什麼恆久的核心思想，而是靠著各種不同的、不斷改變、而卻又互相連結的思想才保持了其本體。也因此個人的本體是只不過由一個人的各種個人經驗所構成的鬆散連結。
簡而言之，對休謨而言「本體」是否存在並不重要，重要的是各種感覺之間的因果關係、串連、以及彼此之間的類似。
关于休谟的心灵束理论，有学者认为休谟并不一定是真的这么认为的。如爱德华•克雷格在《哲学的思与惑》中提到的：另一种对我们产生影响的传统观点在现代西方被称为“心灵束理论”，这种理论几乎总被认为是由休谟提出的。（不过在笔者，即你们的哲学向导个人看来，很难肯定休谟的确是这么认为的，只是在这里我会绕开这个有争论的问题。）

### 實踐理性：工具主義和虛無主義
大多數人都會認為一些行為比其他一些行為要來的「合理」。舉例而言，吞食鋁箔片在大多數人來看是一種很奇怪的舉動。然而休謨否認那種理性在驅動或排斥特定行為上扮演了任何重要的角色，畢竟理性只是一種對於概念和經驗的計算罷了。在休謨來看，真正重要的是在於我們如何感覺這些行為。休謨的這個理論在現代被視為是工具主義的基本原則，主張一個行為的合理與否應該是取決於這個行為能否達成其預定的目標和欲望，無論這些目標欲望為何。理性只是扮演著一種媒介和工具的身分，用於告訴我們怎麼樣的行為才能達成我們的目標和欲望，但理性本身永遠不能反過來指揮我們應該選擇怎樣的目標和欲望。也因此，如果一個人想要吞食鋁箔片，理性可以告訴那個人他應該去哪裡尋找鋁箔片，「吃鋁箔片」或是「想要吃鋁箔片」本身並沒有任何不理性的地方（當然，除非一個人有強烈的健康慾望或是感覺能力，理性才會告訴他不應該這樣做）。不過在今天，許多人認為休謨在這裡其實已經到達虛無主義的境界，並且指出了一個人其實可以故意的阻撓他自己的目標與欲望而不會違反理性原則（「我想要吃鋁箔片，讓我把我的嘴巴綑起來」）。這樣的行為必然會顯得相當不正常，但是既然理性並沒有扮演任何角色、也不能用以評量行為，這樣的行為也就不會違反理性了。

### 感情為主的倫理學
休謨最先在《人性論》討論到了倫理學，他在後來一篇名為《道德原理研究》的短文中進一步闡述了他的理論。休謨的研究完全是根基於經驗主義之上，他並沒有試圖告訴讀者道德應該是要怎麼樣，而是告訴讀者人們在現實生活中是怎麼進行道德判斷的。在提出了許多例子後，休謨總結認為大多數（雖然不是所有的）被我們認可的行為都是為了增進公共利益的。這是否代表著我們都是單純根據利益進行道德判斷呢？與另一位經驗主義者托馬斯·霍布斯不同的是，休謨主張在事實上並非全然如此。休謨拋棄了霍布斯在心理上的利己主義，除了考慮到私利以外，休謨認為我們也能夠被我們自身對其他人的同情所驅動，這種同情能夠讓我們向其他人施予並非出於自私的照顧和關心，也就是現代學者所稱呼的利他主義感情。休謨主張我們並不可能單純依靠理性做出道德判斷，我們的理性只能夠處理實際情況並且從中獲取結論，但假設其他情況不變，這樣的理性並不能協助我們做出選擇，只有我們的感情才能夠告訴我們哪個選項最值得我們實踐。而我們以同情為基礎建立的感情能夠驅使我們追求非私利的目標，例如增進其他人的利益。從休謨以及另一名同情理論家亞當·斯密來看，「同情」一詞代表的不只是對於其他人的關懷。對休謨而言同情是一種人們用以傳達並分享感情的基礎，正面和負面的感情都包含在內。從這個角度來看同情也就類似於現代心理學家和哲學家所謂的「同情」（empathy）。在發展這種以同情為基礎的道德情感理論的同時，休謨也拋棄了他的前輩法蘭西斯·哈奇森所提出的神授道德感理論，改提出了一種以自然主義和道德心理學為基礎的道德理論。休謨否定將道德架構在理性之上的理論在現代通常被視為是反現實主義道德觀的主要根基，如同受休謨影響的現代哲學家约翰·莱斯利·麦基指出的，如果世界上真的存在道德的真相，但卻是由人的理性和本能加以承認之，這未免也顯得太奇怪了。不過，休謨究竟屬於哲學上的現實主義者還是反現實主義者在現代仍有爭議。

### 自由意志與決定論
自由意志與決定論之間的衝突對所有人而言都是非常明顯的，假如我們今天採取的行為是在幾百萬年前就被決定的，那麼這些行為又怎麼由得我們做選擇？但休謨還注意到了另一個衝突，這個發現將自由意志問題進一步發展為一個完整的困境：自由意志是無法與非決定論共存的，設想我們今天的行為並不是由過去發生的事情所決定的，那麼我們的行為就好像是完全由隨機決定的一般。除此之外，休謨強調的重點在於，這些行為並不是由我們的人格所決定的—並不出自於我們的偏好、並不出自我們的價值觀等等。既然如此我們又要怎麼將一件行為的責任歸咎於那名做出了這件事、但卻完全不是出自其本性的人？我們怎麼可能要求他對一件被隨機決定的事情負起責任？從這樣看來自由意志似乎不能排除決定論，否則人本身和其採取的行動根本不會有任何自由選擇的機會。也因此，大多數的人都相信自由意志的存在，自由意志似乎是與非決定論無法共存的，自由意志需要的其實是決定論。休謨的看法是人類的行為就和其他所有事物一樣，是「因」而不是「果」，也因此若要讓人們對他們自己的行為負起責任，應該要專注於如何對人們的行為施予合適的獎勵或懲罰，以鼓勵他們做出道德的事情、避免犯下不道德的行為。

### 「是—應該」問題
休謨從語言中，觀察到有一些論證方式，突然以一些「實然」命題嘗試推出「應然」命題，而犯下了邏輯謬誤：
「我突然驚訝發現，將命題常用之繫詞：『是』與『不是』取代，我遇到無一命題非由一個『應該』或者一個『不應該』所連結。」（休謨《人性論》．第三卷．第一部分．第一章：〈道德區別並非衍生自理性〉）
休謨認為，並非所有「應然」命題都與「實然」命題一樣。如果嘗試從一些「實然」命題推論出「應然」命題，那就會缺乏邏輯關係，除非有闡述清楚當中的關係。所以，不可以單單從「張三蓄意殺人」推論出「張三不應該蓄意殺人」。「張三蓄意殺人」表達出一個事實，並且可能考察到有一些特徵存在於此事實中，例如張三在死者面前持刀，而死者身上又有大量刀痕與大量張三的指紋。不過，在事實中，不可能找到任何「不應該」的物理特徵。
由休謨發現到的問題，已經成為現今道德理論的一個核心問題。休謨在現代後設倫理學中具有影響力，並且有助於激發情緒主義、倫理表達主義與其他非認知主義。
休謨指出，道德與眾多事實不同，道德並非物理事實，而屬於心理事實。對休謨而言，判斷道德的方式，是基於判斷者的心理特徵。所以，「張三蓄意殺人，令我感到痛苦」就可以單單推論出「張三不應該蓄意殺人」或者「張三蓄意殺人是錯」。

### 功利主義
休謨與其他的蘇格蘭啟蒙運動成員或許也是最早開始主張道德原則應該要以其功利來做為解釋論據的哲學家。休謨的角色也不能被過於高估，因為法蘭西斯·哈奇森才是最早提出了功利主義最著名的「帶給最多的人最大的幸福」（greatest happiness for the greatest number）這一標語的人。但後來傑里米·邊沁的確是在閱讀休謨的《人性論》時才感覺到了功利主義的強烈說服力，他描寫道自己彷彿「感覺道德的天平從眼睛落下」。不過值得注意的是，休謨的觀點其實與現代的功利主義有極大差異，休謨並不認為以基數排序所聚集的「功利」代表的就是道德的真相。相反的，休謨抱持的是道德情感主義的觀點，因此他認為道德原則並不能由人類的知識加以證實。一些原則會被我們所接受、但其他一些則不會，而功利主義的道德原則之所以會被我們接受，是因為它能促進我們本身以及其他被我們同情的人的利益。休謨以這個角度解釋人類是如何看待一系列的社會現象的：從各種社會制度到政府政策、乃至於人的性格和天分皆然。

### 神蹟的問題
對休謨而言，除了支持極端的信仰主義以外，唯一可以正當化有神論宗教的方式只剩下訴諸神蹟一途了。在《論神蹟》一文中他這樣解釋道：「...我們可能會總結認為，基督教不但在最早時是隨著神蹟而出現的，即使是到了現代，任何講理的人都不可能在沒有神蹟之下會相信基督教。只靠理性支撐是無法說服我們相信其真實性的，而任何基於信念而認同基督教的人，必然是出於他腦海中那持續不斷的神蹟印象，得以抵擋他所有的認知原則，並讓他相信一個與傳統和經驗完全相反的結論。」
休謨主張，即使是神蹟也不能給予宗教多少理論根據。休謨在文章中提出了幾點理由，所有的理由都指向了一個答案：神蹟只不過是一種對於自然法則的違逆。他在《人類理解論》一書中對神蹟的定義指出神蹟是對於基本自然法則的違逆，而這種違逆通常有著極稀少的發生機率。異常的主張需要異常的證據加以支撐，然而與此相反的是，休謨觀察到：「人們總是貪婪的一味接收而沒有詳細檢驗那些能夠安哄迷信而提倡神蹟的事物。」
批評者主張休謨在檢驗神蹟論點之前便已假設了神蹟的特色以及自然法則，也因此構成了一種微妙的循環論證。他們也注意到休謨的主張其實依靠了歸納推論，因為從沒有人曾觀察過所有的自然現象或檢視過所有可能的神蹟例子（例如那些會在未來產生的神蹟），也因此依據休謨自己的理論，他對於神蹟的攻擊是有些問題的。另一項常見的批評則指出休謨假設了人類的證言永遠不能超越我們所擁有的自然法則。休謨對於神蹟的批評在後來也經常被套用至耶穌復活的爭論上，或許休謨對於耶穌復活的神蹟會提出以下的批評：「以下何者比較有可能：一個人由死屍變為活人、還是一句證言被後人所誤解了呢？」

### 設計論
最古老也最常被用以主張上帝存在的論點是「設計論」—亦即世界上的所有秩序以及所有事物的「目標」都已經被上帝所預先設計好了，已有論証說設計論便是創造論在現代的翻版。休謨在《自然宗教對話錄》以及《人類理解論》中提出了對於設計論的經典批判，以下便是休謨的幾個論點：
1. 如果設計論是真的，世界上的秩序以及目標也必然只有在它們被設計才被觀察到。然而秩序是定期被我們所觀察到的，其一連串發展過程就好像下雪或是水晶形成一般，設計只不過代表了我們經驗中的一小部分。
2. 除此之外，設計論是建立在一個不完整的類比上：由於我們與物體相處的經驗，我們能夠認出哪些是由人類設計的，例如一道磚牆與一堆零散的石頭的對比。但若要證明宇宙是造物主所設計的，我們必然也要先具備對不同宇宙的知識。既然我們只具有對一個宇宙的經驗，這樣的類比是無法成立的。也因此我們必須自問，我們真的有資格在世界與一部機器之間做出比較嗎？
3. 即使設計論完全成立，設計論也並不能證明出一個有說服力的有神論：挑戰者可以很容易的將這樣的宇宙設計解釋成是由其它因素而非上帝打造出的傑作，例如一些毫無智慧的隨機元素，或者是那些根本與設計論毫無關聯的創造者。從這個角度來看，或許我們要質疑的是：造物主真的是上帝嗎？又或者，是誰創造出了造物主呢？
4. 如果一個秩序井然的自然世界需要一名特殊的造物主加以設計調控，那麼這個上帝的腦袋（既然如此的聰穎而有秩序）也需要一名特殊的創造者，而這名創造者之前也必然需要另一名創造者，這樣追溯下去必然毫無了結。有人或許會回答道我們可以想像造物主是一個無法解釋的神性靈魂，但既然如此，為何不將這種假設直接描述為是一個無法解釋的、而卻又秩序井然的自然世界呢？
5. 經常產生的一種假象是：假設物體X需要屬性F才能達成結果O，這過程之中似乎帶有一些既定的「目標」。然而我們若以過濾法來檢驗就會發現：很有可能物體X缺乏了屬性F便不可能存在，而結果O也只是我們將自己的目標投射到自然界上的一種假象罷了。休謨在這裡對於目的論的解釋也預見了後來的自然選擇理論（參見人擇原理）。

### 政治理論
許多人將休謨視為是政治上的保守主義者，有時候還稱他為第一名保守主義的哲學家。不過如果保守主義指的是現代的定義的話，這種說法也不見得完全正確。從現代觀點來看，休謨的思想同時包含了保守主義與自由主義，也包含了契約主義論與功利主義，雖然這些稱呼都因為年代已久而與當今含義大不相同了。休謨的政治思想是要彰顯法治的重要性，他也在《道德和政治論文集》中強調溫和派立場在政治上的重要性。休謨認為社會最好是由一套普遍的而公正的司法體制所治理，他首先假設人性有「貪婪與野心」傾向，因此主張「奸詐原則」（knavery principle）建構制度，即假設個人多以私利為動機，應透過制度設計讓其在追逐私利的過程中也能促進公共利益。正如學者所指出：「在設計任何政府系統及確定憲法的多種制衡與管制時，應假設每個人都是奸詐之徒，在所有行動中只追求私利。必須以此私利來規束他，使其雖貪婪與野心難滿，仍能合作達到公共利益。」因此主張要以“制度的智慧”引導而不是依靠人性本善或抽象的契約承諾。休謨比較少注重這些維護法律的政府形式應該為何，他認為只要政府能夠保持公正便是好的政府（雖然他也覺得共和國在這方面會比君主國要來的有效）。
休謨一直表達他對於那些企圖改革社會而不顧既定傳統的激進政策的不信任態度，他也勸告人們不需反抗他們的政府，除非在遇到極為惡劣的暴政時以外。不過，休謨對當時英國的兩個主要政黨：輝格黨與托利黨都沒有表示支持，他相信我們應該試圖平衡自由與權威兩者，而不需犧牲其中一者。休謨支持新聞自由，並且也是民主制度的同情者—只要在政府權力被適當節制的前提下。一般認為休謨影響了後來詹姆斯·麥迪遜的著作，尤其是他的聯邦黨人第10號文集。休謨也對於社會的進步保持樂觀，他相信貿易的擴展會帶來經濟的繁榮，社會也會從一個「未開化狀態」發展為一個「文明」。一個有文明的社會是開放的、和平的、而且社會交流頻繁的，其市民也會因此而活得更為快樂。因此，將休謨直接歸類為懷疑主義的支持者也是不盡然的。
雖然一般認為休謨並沒有一個理想社會的願景，但他的確曾在一篇名為一個理想中的完美共和國 （页面存档备份，存于）的論文中提出了他認為最好的政府形式。休謨的實用主義思想貫徹了全文，不過，他依然警告讀者我們只有在時機恰當時才能採取這樣的政府形式，而不該為此推翻現有的傳統架構。休謨也大力主張將政治權力分立、分散，並且支持將選舉權延伸到所有擁有財產的公民，同時也要限制教會的權力。休謨舉出瑞士的民兵制度是最好的國防體制。他也支持定期舉行選舉，並認為應該讓民意代表作為一種沒有薪酬的職位。

### 經濟思想貢獻

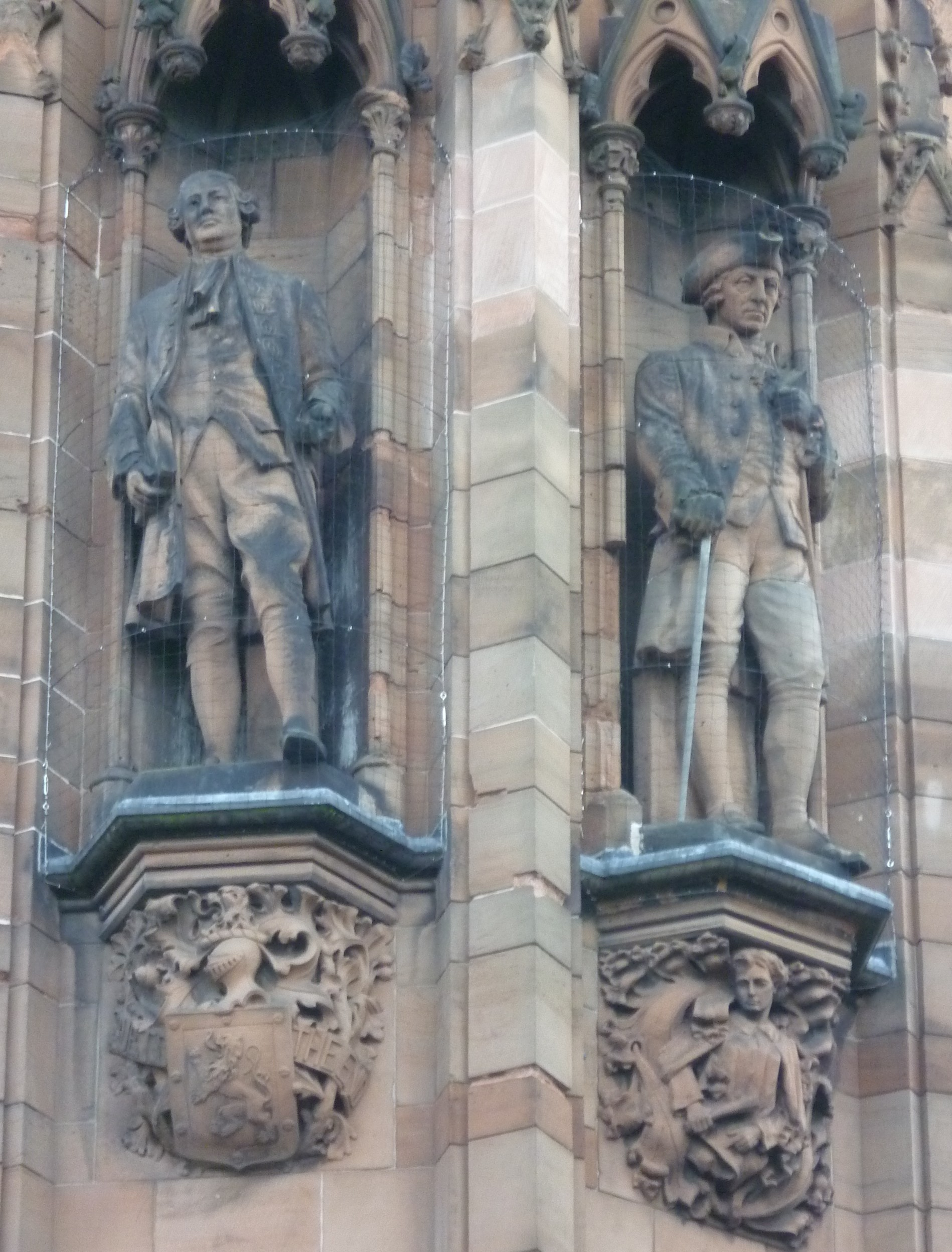
蘇格蘭國立肖像美術館外牆的大卫·休姆像和亚当·斯密像

休謨對經濟學領域也做出了許多貢獻，包括在私有財產、通貨膨脹以及國際貿易的理論。休谟以经济学家的身份在他的政治论著中提出了自己的观点，这些论著被收录在论文集《道德与政治》的第二部分。他在多大程度上受到亚当·斯密的影响是很难强调的，但他们都有类似的历史事件支持的原则。与此同时，休谟并没有展示出可以在斯密的《国富论》中看到的具体的经济理论体系。然而，他提出了几个新的观点，围绕这些观点建立了18世纪的“古典经济学”。休謨通過對政治的討論，提出了許多在經濟學領域中普遍存在的觀點。經濟學家保罗·克鲁格曼在其論文《貿易平衡》(Of the Balance Of Trade)中指出，「休謨創造了我認為第一個真正的經濟模型。」
與約翰·洛克不同的是，休謨並不認為私人財產是一種自然權利，不過他主張既然資源是有限的，財產權利便是正當的。假如所有產品都是毫無限制而且唾手可得，那麼私人財產便顯得毫無意義，而且只會成為一種「空蕩的儀式」。休謨也相信財產的不均衡分配，因為完全的財富平等將會摧毀節儉的概念和產業的發展，最終將導致貧困。
休謨並不相信國際貿易的目標是要累積貨幣，而是相信貿易是一種刺激國家經濟發展的途徑。他並不認為世界貿易的總容量是固定的，因為國與國之間可以互相貿易並依賴彼此的財富維生，形成一個「繁榮的共同體」。就算一國在出口數量上佔了下風也不要緊，因為長期下來並沒有國家可以一直維持自己在貿易上的領導地位。休謨也是最先提出了物價-貨幣流動機制（price-specie flow）理論的人之一，這個理論直接反駁了當時的重商主義體制。簡單而言，當一個國家因貿易順差而累積了大量黃金時，這些黃金會引發物價上升，而通貨膨脹則會迫使這個國家減少出口而增加進口，相反的那些之前累積了貿易逆差的國家也會開始減少進口而增加出口。長期下來這樣的機制會阻止一個國家不斷地累積黃金。

### 人種

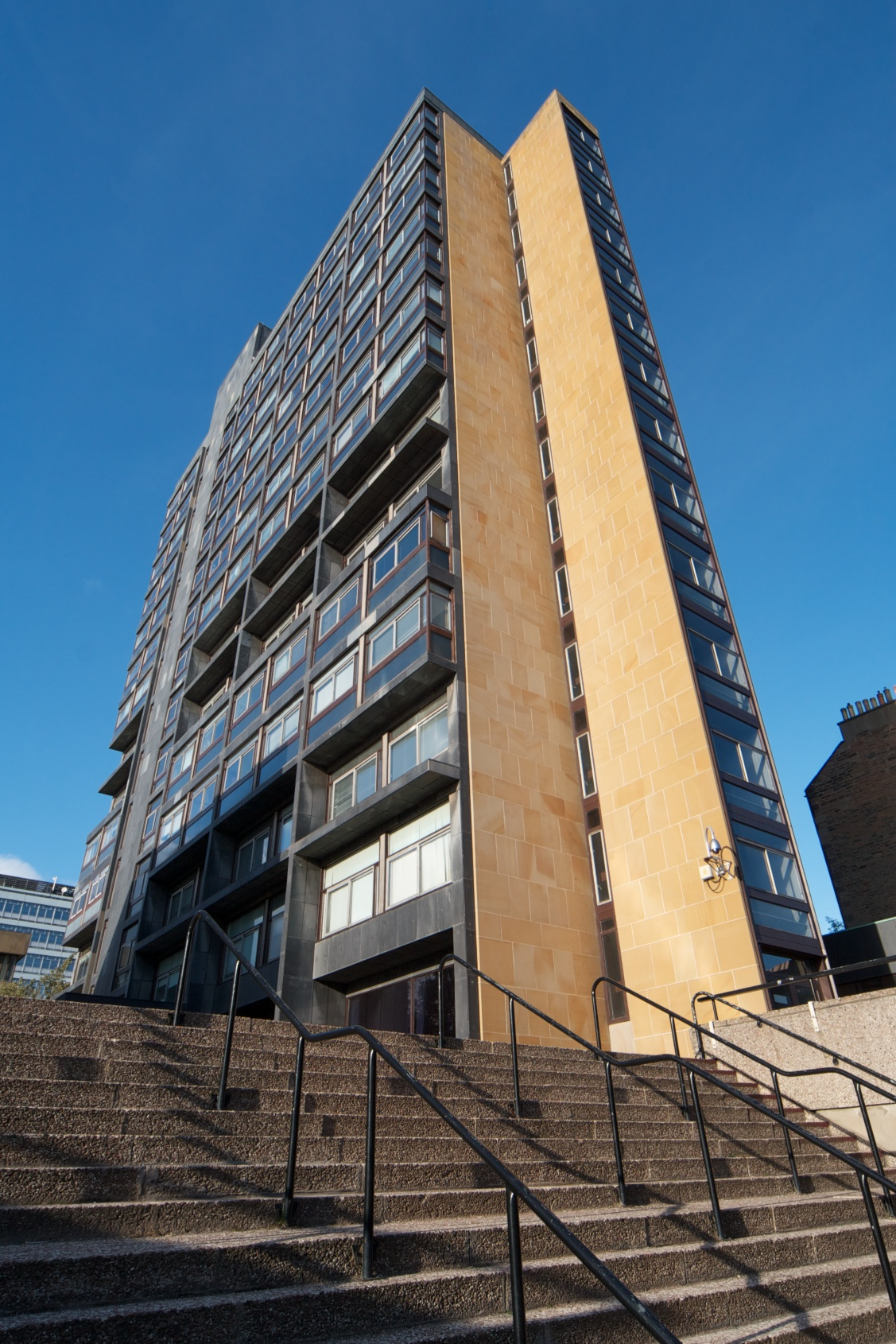
愛丁堡大學的大衛休謨塔，因Black Lives Matter運動而更名為喬治廣場40號

休謨在他的論文《論國民特質》的草稿中寫下了這個段落：
我常會懷疑黑人以及其他的人種（其他的四到五個人種）天生就比白人低下。除了白人以外還沒有其他人種創建過什麼文明的國度，也從沒有出過什麼在智慧上或表現上傑出的個人。其他人種不曾出產過什麼精巧的產品、沒有藝術、也沒有科學。相反的，即使是最野蠻而未開化的白人，例如古代的條頓人、現在的韃靼人，也都有一些比較傑出的地方，像他們的價值觀、政府形式、或是其他的特質。假如不是這些人種天生下來便帶有一些能力差異，這樣統一而一致的現象不可能持續了那麼久而又遍布各國。更不用說在我們的殖民地，還有已遍布全歐洲的黑人奴隸們中，都沒有發現任何智慧的痕跡；即使讓這些下等人自幼便從我們的環境中長大，他們也會在工作上顯現出他們的能力差異。在牙買加確實有人試著將黑人視為我們的一員、並讓其受相同的教育，即使這個黑人在工作上的任何成就都會被我們所讚揚，就好像一隻鸚鵡一般，只會說幾句簡單的話。
但要注意的是休謨所處的年代背景，在當時這樣的觀點是非常普遍的，即使是在知識分子之中亦然，事實上要直到休謨去世一個世紀後這種看法才開始慢慢改變。而且與當時其他許多知識份子不同的是，休謨在1758年曾表達譴責任何形式的奴隸制度。

## 影響
由於休謨對當代哲學的巨大影響，當代哲學和認知科學中的大量方法稱為「休謨主義」。
休謨的道德哲學觀點，影響規範倫理學與後設倫理學深遠。休謨啟發到邊沁，以快樂與痛苦判斷道德價值，而創立效益主義。休謨亦啟迪到艾耶，以經驗研究道德，而建立情緒主義。艾耶爾（1936）在發表他知名的邏輯實證主義時這樣說道：「我在這篇論文裡提出的觀點是源自從貝克萊和休謨的經驗主義衍生出的邏輯結論。」
康德指出，他被休謨從「沉睡之獨斷論」中喚醒。
愛因斯坦在1915年寫道，在製定他的狹義相對論時，他受到了休謨實證主義啟發。
伯特蘭·羅素（1946）和莱谢克·科拉科夫斯基（1968）都將休謨視為是實證主義者，認為知識只有可能是從對於事件的觀察上衍生而出—從「對感官的印象」或是「感覺的資料庫」裡得出，同時其它任何不是透過觀察經驗而得的知識都是「毫無意義的」。
卡爾·波普爾（1970）指出雖然休謨思想中的理想主義在他看來是對於「常識的現實主義」（commonsense realism）的有力反駁，而且他也認為常識的現實主義是個錯誤，然而他後來發現休謨在本質上其實也是一個常識的現實主義者—這個發現還讓他無法置信了好一陣子。
埃德蒙德·胡塞爾（1970）認為休謨的著作中表現出現象學的特色，因為休謨證明了一些感覺是與其他的感覺有所關連或是互相連結而形成的，這些感覺集合起來便成為一個在心靈以外的世界。
Barry Stroud（1977）主張休謨是一名「自然主義」者，因為休謨將人類生命中的各層面都視為是與自然相連結。他將人類放在一個有智慧的自然世界中，而不只是把人視為是一種與外界不相連的思想靈魂。
Terence Penelhum（1993）則認為休謨是追隨了斯多亞學派、伊比鳩魯學派、以及懷疑主義學派傳統，因為休謨主張我們應該追隨自然以避免思想的焦慮。就如同那希臘化時代的哲學家一樣，休謨認為我們應該先了解我們自己所處的自然本質，而不是貿然進行任何哲學思考的冒險。

## 著作
- A Kind of History of My Life (1734)

寫給一名匿名醫師的信，請求提供能夠治癒他身上「好學的疾病」的療法。信中休謨自承在他18歲時「似乎發現了一個新的思考領域…」並且使他下定決心「拋棄其他所有快樂和事業，完全奉獻在這個領域上。」
- A Treatise of Human Nature—《人性論》 (1739–40)

休謨打算觀察這本書是否能獲得好評，如果是的話他會繼續寫下有關政治和回應批評的部分。然而這本書並沒有獲得任何注意（如同休謨自己所說的：「媒體對這本書的反應是一片死寂，甚至連對那些狂熱的讀者群都沒有半點交代」），也因此休謨沒有繼續進行後半段的寫作計畫。
- An Abstract of a Book lately Published: Entitled A Treatise of Human Nature etc. (1740)

原本一直被誤認為是亞當·斯密所著，直到最近才發現是休謨為了推廣他的《人性論》而寫的小冊子。
- Essays Moral and Political—《道德和政治論文集》 (first ed. 1741–2)

收集了休謨多年累積的一系列論文，並在休謨去世前不久被集合為一冊出版。論文顯得相當雜亂而缺乏頭緒，即使是當中討論的話題也相當模糊。這些論文討論的範圍從美學鑑賞到英國政府的本質、戀愛、婚姻和一夫多妻制都有，甚至還包含古希臘和古羅馬的人口統計資料。不過，有一些重要的題材和話題曾重複出現，尤其是在討論有關什麼是「高雅」的品味、風格、和道德上。休謨的論文顯然模仿了約瑟夫·艾迪生的《閒談者》雜誌的風格，休謨在年輕時相當喜歡閱讀這份雜誌。
- A Letter from a Gentleman to His Friend in Edinburgh. 愛丁堡 (1745).
- An Enquiry concerning Human Understanding—《人類理解研究》 (1748)

包含了針對《人性論》一書中的幾點擴充，增添了有關自由意志、神蹟、以及設計論的討論。
- Of Miracles—論神蹟

《人類理解研究》一書的第X節，通常分開出版
- An Enquiry Concerning the Principles of Morals—《道德原則研究》 (1751)

另一本改寫自《人性論》以企圖獲得更多讀者青睞的書。休謨認為這是他所有哲學著作中最好的一本，無論是在哲學思想和文學風格上皆然。
- Political Discourses 愛丁堡 (1752).

包含在Essays and Treatises on Several Subjects(1753-6)的1758-77年第二版中
- Four Dissertations 倫敦 (1757).

包含在上述的Essays and Treatises on Several Subjects第二版中
- The History of England (原先的標題The History of Great Britain)—《大不列顛史》 (1754–62) 可以在自由圖書館閱讀全文

比較像是一套叢書而不只是一本書。休謨討論的歷史範圍「包含了從凱薩大帝入侵到1688年的革命」，這套書後來再版了超過100個版本。許多人將其視為是英格蘭歷史學的標準著作，直到Thomas Macaulay的History of England一書出現為止。
- The Natural History of Religion (1757) ISBN 0-8047-0333-7
- My Own Life (1776)

在四月開始撰寫，不久後休謨就去世了。這本書原先打算包含在新版的Essays and Treatises on Several Subjects裡出版。這本書後來由亞當·斯密出版，斯密稱這本書的出版使他招惹了「比我對英格蘭貿易體制的嚴苛批評還要激烈十倍的負面回應」。
- Dialogues concerning Natural Religion—《自然宗教對話錄》 (1779)

死後由他的外甥出版。書中藉由三個虛構角色討論上帝是否存在，尤其是有關設計論的問題。儘管有著不少爭議，大多數學者同意書中的Philo—三個人中最抱持懷疑主義立場的人，最接近休謨本人的觀點。